# Élections législatives cambodgiennes de 1966
Les élections législatives cambodgiennes de 1966 sont les troisièmes à se tenir dans ce pays depuis l’indépendance.

## Campagne et prémices
Les candidatures devaient être posées avant fin juillet. À ce moment, 425 personnes postulaient pour les 82 sièges en lice (5 nouveaux postes avaient été créés). Sur les 77 députés sortant, 34 décidaient de ne pas se représenter. La campagne de six semaines était surtout axée sur les problèmes locaux et dans la plupart des cas, Sihanouk respecta la promesse qu’il avait faite de ne pas intervenir. Néanmoins, craignant la popularité croissante de Hou Yuon, Hu Nim et Khieu Samphân qui concouraient pour une réélection il lança plusieurs polémiques qui s’avéreront infructueuses contre les communistes cambodgiens et le député conservateur anti-sihanoukiste Douc Rasy.
Il semble qu’au départ, le chef de l’État avait prévu de nommé les candidats comme il l’avait fait en 1958 et 1962, mais il changea d’avis en juin. Il justifia sa décision par des pressions qui se seraient exercées sur lui pour désigner des individus qu’il ne souhaitait pas choisir et par la déception que lui avaient occasionnée, une fois élues, les personnes qu’il avait précédemment investies.
Sihanouk laissa entendre qu’un millier de personnes voulaient postuler, mais que si des compétiteurs hors du Sangkum se présentaient, il faudrait mettre un terme à cette confusion et revenir aux candidatures uniques. Cette remarque semble accréditer la version que le prince avait déjà fait une présélection mais ne voulait ou ne pouvait pas se prononcer sur un choix définitif. D’après Douc Rasy, il subissait des pressions de son entourage pour faire nommer des personnes connues comme proches de ses fidèles plutôt que pour leur compétence. Ne désirant pas agir à l’encontre des intérêts de ses adeptes, et convaincu qu’il n’avait pas grand-chose à craindre de l’assemblée, il dédaigna les élections, décision qui s’avérera lourde de conséquences.

## Résultats
On ne peut pas savoir ce que le monarque attendait vraiment de ces élections. Comme toutes les autres depuis 1955, elles se déroulèrent dans un calme relatif, même si certains perdants contestèrent plusieurs résultats et que les pots-de-vin et autres achats de votes semblent avoir été courants. D’après Milton Osborne, plusieurs candidats payèrent leurs adversaires pour que ceux-ci se désistent. L’absentéisme, de son côté atteignait 35 % au niveau national et même 80 % à Phnom Penh.
Il est difficile encore de nos jours de tirer des conclusions des résultats. Seuls 11 vainqueurs des 75 circonscriptions où se présentaient plusieurs candidats obtinrent la majorité absolue. Certains députés furent élus avec moins de 25 % des voix et la plupart n’atteignaient pas les 40 %. Quatre des gagnants - Khieu Samphân, Hou Yuon, Hu Nim et Douc Rasy – avaient été nommément désignés par Sihanouk comme des ennemis du régime. Leurs scores, proches des 50 %, semblent montrer que leur opposition au prince avait joué en leur faveur. D’une manière générale, comme le fit remarquer Charles Meyer, conseiller du monarque, il était admis que beaucoup de candidats qui avaient déclaré un soutien indéfectible à Sihanouk furent défaits.
Il semble que ce soit les candidats qui s’étaient focalisés sur les problèmes locaux qui réunirent le plus de voix. Khieu Samphân, par exemple, s’était attiré la sympathie de ses électeurs de S’aang en les visitant régulièrement dans des véhicules de facture modestes et avait même, en une occasion prêté à des fermiers de quoi financer l’installation d’une pompe. Hou Yuon faisait de même à Kampong Cham où il s’était forgé une réputation d’humanité et où en 1966, il rafla 78 % des suffrages. À Siem Reap enfin, un nouveau venu à la politique du nom de Keu Ky Lim, dont le père était un propriétaire connu d’une pêcherie, profita lui aussi de sa connaissance du terrain pour se faire élire.
Le recentrage sur les problèmes locaux et la résurgence de réseaux clientélistes régionaux n’étaient pas sans rappeler les campagnes d’avant le Sangkum, avec toutefois des différences notables. Tout d’abord, le parti démocrate attirait à l’époque les foules en prônant l’indépendance du pays, alors qu’en 1966, aucun sujet d’ordre national n’avait été abordé, ni aucune question sur la ligne du parti, vu que l’ensemble des candidats se réclamaient du Sangkum et savaient qu’ils risquaient l’arrestation au cas où ils se seraient déclarés autrement. Concernant les élections, le fort taux d’abstention à Phnom Penh laisse à penser que celui des campagnes a volontairement été minoré par les autorités locales qui devaient établir les décomptes, mais s'étaient trouvées désemparés par l’absence d’instructions de la capitale quant à la marche à suivre pour orienter les votants et les résultats. La deuxième cause possible de cette faible participation peut aussi être mis sur le compte du manque d’enthousiasme de Sihanouk à mobiliser les foules, trop occupé à préparer la visite du général de Gaulle à Phnom Penh quelques semaines avant le scrutin.
L’assemblée présentait un nouveau visage. Seuls 28 des 82 députés avaient déjà été élus en 1962. Beaucoup de représentants de l’aile gauche avaient choisi de ne plus se présenter. Comme le fit remarquer Michael Vickery, 6 sièges avaient été gagnés par d’anciens conservateurs du Sangkum qui n’avaient été candidats ni en 1958 ni en 1962, alors que 13 autres, qui n’avaient plus prit part aux élections depuis 1951, étaient alors membres de petits partis de droite qui s’étaient auto-dissous au bénéfice du Sangkum. La principale conséquence de cette élection fut que Sihanouk ne put empêcher ses adversaires de rejoindre l’assemblée. En 1972, alors qu’il était en exil, il confia à Jean Lacouture que le parlement élu en 1966 - qui l'avait déposé - avait été « le plus réactionnaire et corrompu » qu’il ait connu. Lorsque cette nouvelle assemblée se réunit, et après avoir rejeté les candidatures de Sim Var et de Norodom Kanthoul, elle choisit, par 59 voix, le général Lon Nol comme premier ministre.